# Harald Edelstam

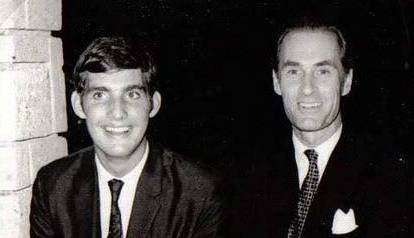
Harald Edelstam tillsammans med sin son Erik i Manila 1967.

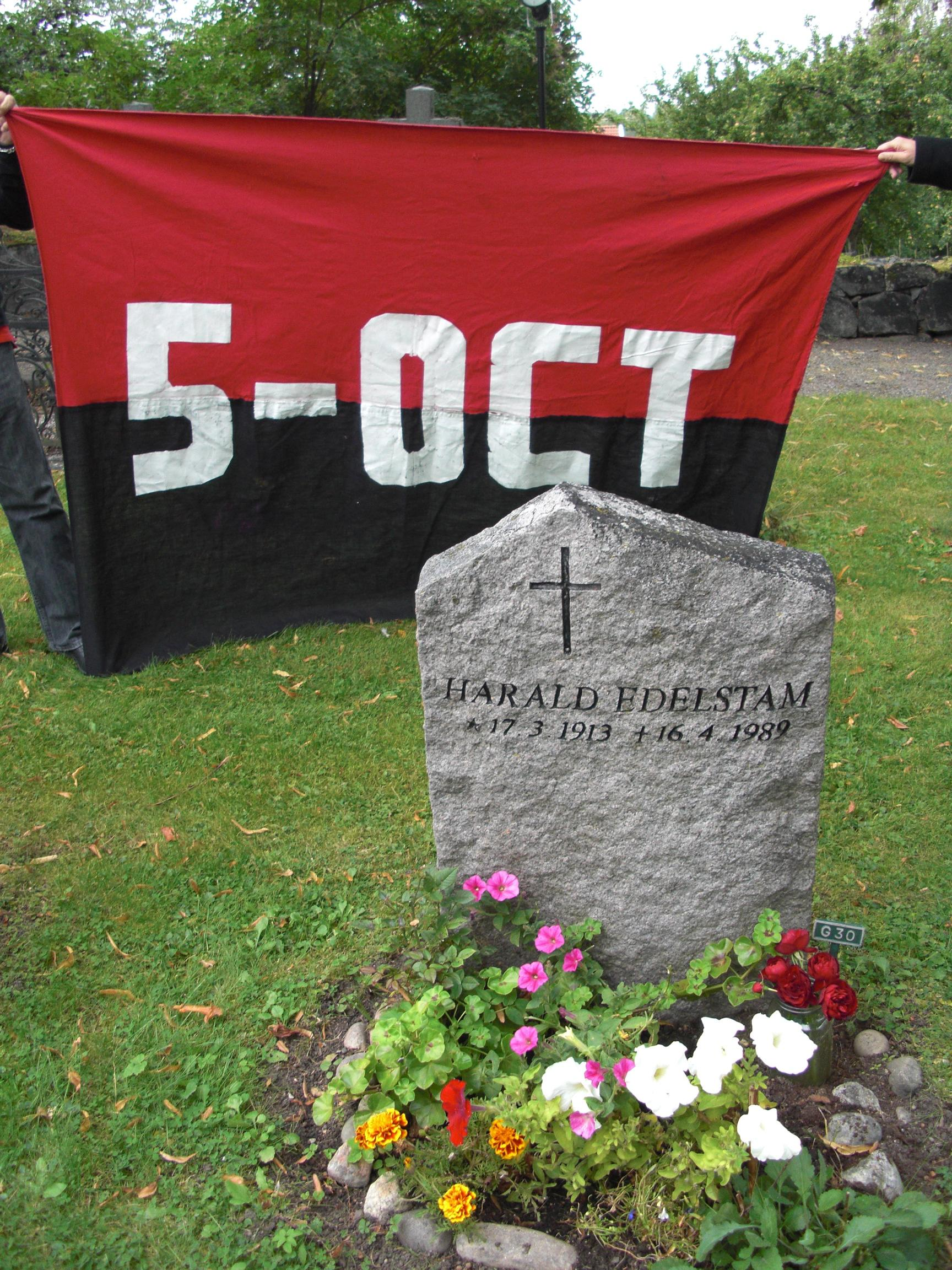
Edelstams grav vid Ekerö kyrka, 11 september 2010, vid firandet av Edelstqms insatser för att rädda folk vid militärkuppen i Chile 1973.

Gustaf Harald Edelstam, född 17 mars 1913 i Stockholm, död 16 april 1989 i Stockholm, var en svensk diplomat och ambassadör. Edelstam visade under sin diplomatiska karriär stort engagemang i kampen för de mänskliga rättigheterna och  mod och civilkurage när det gällde att rädda människoliv från brutala diktaturer. Hans okonventionella arbetsmetoder som ambassadör uppskattades inte alltid av hans chefer på utrikesförvaltningen.
Edelstam är mest känd för att ha räddat livet på, och skyddat ett stort antal oppositionella efter militärkuppen i Chile 1973. Det var där han blev känd som "1970-talets Raoul Wallenberg". Men det var efter att ha räddat hundratals norska motståndsmän och judar under andra världskriget som han fick namnet "Svarta nejlikan".

## Bakgrund
Harald Edelstam föddes i den adlig familjen Edelstam och var son till kammarherre Fabian Edelstam och Hilma Dickinson, äldre bror till ambassadören Axel Edelstam samt sonson till Ernst Edelstam. Han var kursetta på Militärhögskolan Karlberg och tog juris kandidatexamen i Stockholm 1939. Edelstam blev omedelbart rekryterad till Utrikesdepartementet och första uppdraget var som attaché i Rom samma år. Under andra världskriget hade han även tjänstgöring i Berlin 1941 och Oslo 1942–1944. 1944 blev han tillförordnad andre vicekonsul i Oslo. Åren 1944–1945 sattes han på straffkommendering av utrikesministern Christian Günther på UD:s vind för att rätta reseräkningar. När Östen Undén tillträdde som utrikesminister 1945 blev han dennes sekreterare. Han var förste legationssekreterare i Haag 1948–1952 och i Warszawa 1952–1954. Därefter var han stationerad i Stockholm, först på handelsavdelningen och från 1956 som byråchef på politiska avdelningen. Åren 1958–1962 var han ambassadråd i Wien och 1962–1965 generalkonsul i Istanbul. Han var sedan sändebud i Jakarta, jämväl Manila 1966–1968, i Guatemala, jämväl Managua, San José, San Salvador och Tegucigalpa 1969–1972, i Santiago de Chile 1972–1973, tillgänglig till utrikesministerns förfogande 1974 och sändebud i Alger 1974–1979. Edelstam pensionerades 1979. Han var gift med grevinnan Louise von Rosen 1939–1958, Natascha Michew 1959–1963 och Christine Colmain 1981–. I äktenskapet med von Rosen föddes tre söner: Carl, Hans och Erik.

## Norge
Som diplomat i det ockuperade Norge under senare delen av andra världskriget räddade Edelstam livet på hundratals norska motståndsmän och judar och fungerade som en kontaktlänk mellan tyskarna och motståndsrörelsen Hjemmefronten, som kallade honom Svarta Nejlikan. Han var verksam i Exporten, det vill säga med utsmugglingen av hotade motståndsmän och judar till Sverige. Han skyddade förföljda motståndsmän i sitt hem och var framför allt en stor tillskyndare till den illegala pressen.

## Chile
År 1972 blev Edelstam ambassadör i Santiago de Chile. Han uttryckte öppet sympati för den folkvalde socialistiska presidenten Salvador Allende i samband med Augusto Pinochets militärkupp 1973. Han erbjöd fri lejd och politisk asyl i Sverige åt cirka 1000 förföljda chilenare och andra latinamerikaner som flytt till Chile och räddade därmed livet på många av dessa.
Han genomförde flera stora aktioner efter militärkuppen. Hans granne, den kubanska ambassaden, blev belägrad av chilenska trupper. Han bistod då sin kubanska kollega och lyckades stoppa skottlossningen genom att gå in på det kubanska ambassadområdet och inleda förhandlingar med den chilenska militären, vilket resulterade i en evakuering av den kubanska personalen. Harald Edelstam åtog sig genast skyddsmaktuppdraget, i samförstånd med statsministern Olof Palme, och tog över alla kubanska byggnader. Dagen efter hissade han den svenska flaggan på den kubanska ambassaden.
Edelstam beskyddade nu både den svenska ambassaden och den kubanska; snabbt fylldes ambassaden av flyktingar från flera andra latinamerikanska länder. De flesta var chilenare men det fanns också brasilianare, argentinare, kubaner, peruaner, ecuadorianer och bolivianer. Alla hade tidigare flytt till Chile efter Allendes valseger, på flykt från sina hemländer.
Den mest spektakulära operationen skedde när han lyckades rädda 54 uruguayaner från Nationalstadion som skulle ha blivit arkebuserade dagen efter. Efter tips och vädjanden från fångar lyckades han och vicekonsuln Bengt Oldenburg få loss de dödshotade fångarna och föra dem i säkerhet. Samma natt blev Mario Lavanderos arkebuserad på order av överste Jorge Espinoza, ansvarig för Nationalstadion, eftersom han hjälpt Edelstam.
Den nya regimen uppskattade inte engagemanget, och utvisade Edelstam efter ett slagsmål mellan den svenska ambassadpersonalen och chilensk militär när en sjuk, asylsökande kvinna blev bortförd av chilensk militär. Enligt utrikesrådet Wilhelm Wachtmeister var detta inte helt ovälkommet för den svenska regeringen som såg sig befriad från "nödvändigheten att hemkalla honom". Den 4 december 1973 förklarades han som "persona non grata". Den 10 december 1973 anlände han till Arlanda under stor uppståndelse genom chilenska flyktingar med plakat och blommor.
Senare besökte Edelstam Fidel Castro på Kuba, där han hyllades som en stor hjälte. Under 1970-talet hyllades Edelstam som en av den svenska studentvänsterns främsta hjältar. Bland de tiotusentals chilenare som i dag bor i Sverige, liksom inom vänstern i Latinamerika, betraktas Edelstam alltjämt som hjälte.

### Hyllning i Chile och Uruguay
I september 2009 hölls en högtidsstund i det chilenska parlamentet, då deputeradekammaren hyllade Harald Edelstam. Han presenterades som en hjälte, som ett exempel, som en av de få ljuspunkterna under den mörka tiden, månaderna efter kuppen då förtrycket var som värst. Hyllningen var unik, eftersom alla partierna stod bakom den.
I Montevideo, Uruguay, fick han en Espacio Libre kallad efter sig år 2005. Ett frimärke gavs ut till hans ära där i mars 2013 när han skulle ha fyllt 100 år.

## Stiftelsen Harald Edelstam
Den 19 februari 2009 bildades Stiftelsen Harald Edelstam (Edelstam Foundation), för att uppmuntra gärningar i Edelstams anda. Priset de delar ut heter Edelstampriset.
Stiftelsen står för en humanistisk livssyn, som grundar sig på de värderingar och principer, som i huvudsak kommer till uttryck i FN:s för förklaring om de mänskliga rättigheterna av år 1948 med efterföljande konventioner och internationellt accepterad folkrätt. Stiftelsen är en politiskt och religiöst obunden organisation.
Stiftelsen Harald Edelstam administrerar Edelstampriset som delas ut för exceptionella insatser och stort civilkurage inom försvaret av de mänskliga rättigheterna. Edelstampriset har en öppen nominering och delas ut vartannat år. Vidare uppmuntrar stiftelsen till civilkurage i ambassadör Harald Edelstams anda och arbetar med opinionsbildning och påverkansarbete, utbildning och information, forskning och observation inom försvaret av mänskliga rättigheter. 

## Edelstampriset
Edelstampriset (The Edelstam Prize) är ett Sverigebaserat, internationellt monetärt pris som delas vartannat år  av Stiftelsen Harald Edelstam. Edelstampriset delas ut för exceptionella insatser och stort civilkurage till försvaret av de mänskliga rättigheterna.
Edelstampriset är uppkallat efter den svenske diplomaten och ambassadören Harald Edelstam. Han utmärkte sig som diplomat genom sin kompetens, sitt mod och sitt civilkurage in kampen och försvaret av de mänskliga rättigheterna. Edelstam var en tidig förespråkare och symbol för vad som idag kallas "R2P – Responsibility to Protect", en diplomati engagerad i försvaret av de mänskliga rättigheterna och hans minnesvärda handlingar bidrog till att rädda mer än tusen liv. Harald Edelstam är mest känd för att ha räddat livet på ett stort antal människor under och efter Augusto Pinochets militärkupp i Chile 1973. Edelstam är även känd för att under andra världskrigets senare del ha räddat livet på ett hundratal norska motståndsmän och judar i det naziockuperade Norge.
Pristagare till Edelstampriset kan vara enskilda personer eller personer som representerar en regering eller en nationell eller internationell organisation, som i handling har agerat i Harald Edelstams anda i ett land/länder där brott mot mänskliga rättigheter har begåtts, enligt internationell lag, av en regim eller annan stark maktutövare. De ska ha visat stor förmåga att snabbt analysera en komplex situation och hitta vägar, även på ett okonventionellt och kreativt sätt, för att i praktisk handling försvara mänskliga rättigheter och ska i en sådan svår eller tumultartad situation ha handlat på ett sätt som haft avgörande betydelse för många utsatta människor eller direkt räddat människors liv. Civilkuraget är en central parameter i urvalet av en vinnande kandidat. 
Edelstampriset har en öppen nominering, det vill säga att vem som helst kan nominera en kandidat. 
Ordförande i nomineringskommittén är Lise Bergh, tidigare generalsekreterare för Amnesty Sverige. 
Caroline Edelstam, barnbarn till Harald Edelstam och medgrundare av Edelstampriset är ordförande i den internationella prisjuryn. Andra medlemmar i juryn är domare Louise Arbour, tidigare FN:s kommissionär för mänskliga rättigheter, domare Shirin Ebadi som tilldelades Nobels Fredspris 2003 för hennes insatser för demokrati och mänskliga rättigheter, Moçambiques tidigare premiärminister, Pascoal Mocumbi, dr. Philp Alston, FN:s specialrapportör för extrem fattigdom och mänskliga rättigheter, Luis Moreno-Ocampo, tidigare chefsåklagare vid internationella brottmålsdomstolen i Haag (ICC), tidigare domare Baltasar Garzón, som arbetade för Spaniens centrala brottmålsdomstol och som konsekvent kämpar för de mänskliga rättigheterna. Baltasar Garzón är mest känd för att han angav den chilenske presidenten, general Augusto Pinochet, för de påstådda dödsfallen och tortyr av spanska medborgare.

## Skildringar

### Film
Den 19 januari 2006 inleddes inspelningen av filmen Svarta nejlikan (2007) om Harald Edelstams gärning i Chile. Filmen regisserades av Ulf Hultberg med Michael Nyqvist i rollen som Edelstam och hade premiär den 14 september 2007. Filmen är en delvis fiktiv historia, som bara till en del speglar de verkliga händelserna.
År 2019 utkom den finländsk-chilenska tv-serien ”Invisible Heroes” där Edelstam (spelad av Mikael Persbrandt) har en framträdande roll. Serien skildrar i första hand hur det finländska konsulatet hyser politiska flyktingar efter kuppen 1973, men Edelstams gärning lyfts fram i varje avsnitt. 

### Böcker
Biografin Svarta nejlikan. Harald Edelstam – en berättelse om mod, humanitet och passion, ISBN 978-91-518-5261-4 , utkom på förlaget Prisma våren 2009. Boken är skriven av Mats Fors som också tog initiativ till filmen Svarta nejlikan.